# 锦州战役 (1948年)
錦州之戰是第二次国共内战中中國人民解放軍與中華民國國軍之間的一場戰役，它是发生在中国东北地区的一場決定性戰役，是遼瀋戰役的一個組成部份。

## 背景
錦州是山海關前一個重要據點，它的地理位置使它成為一個主要的戰略據點，控制锦州將使中國人民解放軍可進軍華北平原，毛澤東在一份給在東北的解放军指揮官們的電報中強調攻佔錦州的重要性，認為勝利完成整個遼瀋戰役的關鍵是「在一個星期內攻佔錦州」。
中華民國國軍在冬季攻势中战事陷入不利，國軍总司令蒋中正用卫立煌替代陈诚指挥东北地区国军战事。东北剿匪总司令部辖有4个兵团14个军44个师（旅），加上地方保安团队共约55万人，但被分割压缩在沈阳、长春、锦州三个互不相连的地区内。剿总总司令卫立煌驻沈阳，有周福成第8兵团、廖耀湘第9兵团等共8个军（第53军、新编第1军、新编第3军、新编第6军、第49军、第52军、第71军以及青年军第207师）；剿总副总司令郑洞国驻长春指挥第1兵团（辖新编第7军、第60军）；剿总副总司令兼锦州指挥所主任范汉杰驻锦州，有卢浚泉第6兵团等共4个军（第93军、新编第5军、新编第8军、第54军），防守义县至秦皇岛一线，防守重点为锦州、锦西:296。 由于部分北宁铁路为东北人民解放军所控制，长春、沈阳通向山海关内的陆上交通已被切断，补给全靠空运，物资粮秣捉襟见肘。
卫立煌接任东北剿总总司令后，专注于国军部队整训，充实兵员，补充装备，构筑工事，把主力集中于沈阳，任解放军打到什么地方守军部队长如何告急都不为所动，卫立煌认为可以长期固守沈阳，亦认为长春是个包袱“是着死棋”。由于锦瀋间交通被解放军截断，为减轻运输压力，部队缺额多的师重建以及新建接受兵员的需运到山海关、锦州等地就近关内与港口整补。而国军总司令蒋中正因为对东北国军仅靠空运补给不能负担，力主留第8兵团守瀋陽，打通锦瀋线交通，将国军主力调往锦州，必要时放棄補給不易的長春，防止東北共軍進入山海關，安定關內局勢，伺機轉攻收復關外。卫立煌认为沈阳主力单独出辽西背水侧敌行动会被消灭，与蒋中正意见相左，焦点在于是否“将主力撤至锦州的问题”:47-59。
1948年8月3日，蔣在南京國防部召集軍事檢討會議，參加者80餘人，由何應欽主持；會議檢討兩年來作戰方針、作戰指揮、編制裝備、新兵補充、後勤供應、士氣、情報等方面問題，並作出如下軍事決策：「東北力求穩定，華北力求鞏固、西北阻匪擴張，華東、華中則加強進剿，一面阻匪南進，一面攻打匪之主力。」:8653-8654同日，行政院會議通通委任馬占山、羅卓英、萬福麟、鄭洞國為東北剿匪總司令部副司令。:86548月20日，東北剿匪總司令部副總司令范漢杰由南京飛返錦州。:8662
1948年2月，中共中央军委主席毛泽东致电东北野战军提出“是以封闭蒋军在东北加以各个歼灭为有利”。1948年3月冬季攻势结束后，1948年4月18日东北野战军向中共中央军委提出“先打长春”:300。5月发起长春外围作战同时准备打击由沈阳出援的国军，但是战斗中发现部队对坚固设防大城市攻坚存在问题:301，而且卫立煌以是“圍城打援”圈套为由在沈阳按兵不动。于是中央军委与东北野战军在“打长春”与“南下北宁线作战”多次反覆，侧敌南进作战还有后勤补给的担忧:303。8月14日，中共中央軍委批准東北野戰軍和東北軍區領導機關正式分開，林彪任東北軍區司令員兼政治委員、東北野戰軍司令員，羅榮桓任東北軍區第一副政治委員、東北野戰軍政治委員。:8659至8月中央军委对东北野战军南下作战的顾虑提出批评，随后东北野战军作出南下切斷錦州、山海关守線，截斷北寧鐵路，封閉、殲滅國軍的战役决心。9月中央军委批准东北野战军的计划，在《关于辽沈战役作战方针》中提出“要置长春、沈阳两敌于不顾，将主力使用于锦州—唐山一线...”“确立打前所未有的大歼灭战的决心，即在卫立煌全军来援时敢于同他作战。”1948年9月，中共中央在西柏坡召开政治局扩大会议（“九月会议”），确定在大约五年内从根本上打倒国民党的统治，为此，要求各战略区在第二次国共内战的第三年准备打更大规模的歼灭战。

1948年8月下旬，东北铁道总局接到东北野战军紧急命令，要在最短的时间内、最秘密的情况下，把在东线的东丰、大兴镇、烟筒山镇附近的东野一纵、炮纵、二纵五师和六纵十七师等部队迅速运送到西线的新立屯、西阜新等地，出其不意地攻击锦州外围之敌。同时，要从哈尔滨、齐齐哈尔等地运送2,000万斤粮食、马料和军火物资到辽西前线供锦州决战之用。为堵截与包围长春之守敌，还要从后方向吉林市、四平等地运送19个独立团。还要准备几个列车供东野一纵机动待机之用。
1948年9月6日，东北野战军总部下达命令：东线在梅河口站、吉林站进行列车编组，部队上车后9月10日晚开始大规模军事运输，经四平、郑家屯、通辽、彰武运送到新立屯、西阜新站。至9月9日，东北铁路系统集中车辆1,224辆，其中棚车684辆，敞车、平车540辆，准备工作一切就绪。但为迷惑国军，列车出动时间推迟至9月12日晚。此际遇上少有的秋雨连绵，铁路线路多处被秋汛冲断，西辽河、新开河、大清河铁路桥梁冲断，门达、大林、大罕、钱家店、彰武等区段铁路被冲毁。动员铁路职工和家属投入线路桥梁抢修、保通。
从9月11日到9月21日，齐齐哈尔铁路局郑家屯铁路分局（分局长廖诗权、政委尹诗炎）9天之内运送64个军列，按计划完成了东野三纵、二纵五师、炮纵等近十万主力部队安全、迅速、及时地铁路输送往西阜新站的军运任务。从四平到西阜新站之间近480多公里的铁路运输路程，平均只用了14小时46分钟，最慢的19小时47分钟。仅郑家屯铁路分局在锦州战役中因抢修线路、抢运而遭空袭牺牲电务段段长金子元等17位职工。

## 城市外圍
1948年9月12日，中共东北野战军南下，向北宁铁路锦州至昌黎段进攻:307，遼瀋戰役開始:8674。东北野战军第二兵团司令员程子华指挥部队包围绥中、兴城等地国军，国军第五十四军从葫芦岛南援兴城，在兴城以北遭到冀察热辽军区独立第6师阻击:307-308。随后，冀察热辽军区各独立师主动撤兴城之围，集中力量进攻绥中。东北野战军第十一纵队也于此时出击山海关至昌黎各点，于14日攻占昌黎县城；紧接着又攻占北戴河等地，并击退国军第六十二军对昌黎的反扑:308。9月28日，解放军攻占绥中，切断锦州至秦皇岛间北宁线，关闭国军由关内至关外的陆上通道:308。

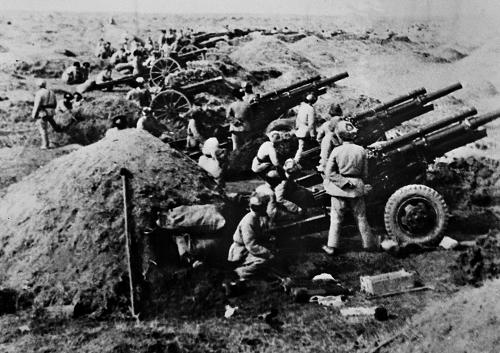
辽沈战役中，东北野战军炮兵部队向锦州攻击

9月15日，錦西國軍再次增援興城，被解放軍頑強擊退:8676。与此同时，东北野战军第四、第九纵队在9月16日突然包围义县，使驻防国军无法向锦州收缩。20日前后，东北野战军第三纵队、第二纵队5师、炮兵纵队铁路输送到西阜新站，9月27日前行军赶到义县，接替执行包围。此后，第四纵队绕过锦州南下，第九纵队继续向锦州外围进攻压缩，与第八纵队向国军攻击:308。9月23日，錦州第九十三軍第二十二師北援義縣，進至七里河附近，遭解放軍阻擊，被消滅一部，其餘退回葛文碑、薛家屯一帶防守:86780。9月24日，蔣電召衛立煌到南京，命令衛組織西進兵團，由瀋陽馳援錦州；衛則主張應由關內出兵解錦州之圍後，瀋陽主力方可西進；蔣允由關內增兵3個軍，由錦西東進，並以海空軍增援之，惟瀋陽主力必須立即西進。:8681卫決定空运第四十九军增援锦州。:8681经过激烈交战，至25日，解放军攻占葛文碑、薛家屯、帽儿山等地，封闭义县、锦州间国军联系:309。東北野戰軍第九縱隊殲敵5,000餘人，占領錦州東北和北部外圍陣地，並封鎖錦州機場，完全切斷錦州至義縣交通。:8682国军增援锦州的陆上通道被切断。
东北野战军掌握了东北剿总将组成重兵集团出沈阳进攻辽西，切断东野与大后方的交通补给线的战略情报。为次，东北野战军总部和东北铁路总局决定编组“3005次”军运列车，把1,700吨武器弹药冒着空袭全毁的风险从齐齐哈尔地区秘密抢运至辽西前线。9月28日“3005次”军运列车在昂昂溪站编组完成后出发，昂昂溪机务段人事股长穆成斌为带车干部、包乘组临时党支部书记；司机长范永及司机、司炉、检车员、运转车长共15人，除一人外都是党员。列车共32节车厢，其中8车炸药、22车炮弹和火箭弹。列车在彰武、新立屯一带顶着敌机轰炸、扫射，昼伏夜行，克服重重困难，于10月2日早4时到达西阜新站的阜新煤矿专用线，安全完成了抢运、囤积军火的任务。东北行政委员会给3005次列车包乘组全体人员立集体特等功；东北野战军赠给包乘组一面锦旗“赠给：三○○五英雄列车”。
9月27日，东北野战军第四、第七纵队攻占高桥、塔山:8683。9月29日，第四纵队攻占兴城，歼灭国军4,000余人:309。
9月28日，东北野战军第九纵队附炮兵纵队抵近锦州机场并发动炮击，致使国军仅运了第79师两个团就因机场被炮火封锁而停止:274。
根据东总部署，围攻义县的各部炮兵于9月29日全部进入发射阵地，完成射击准备。义县城东北的大凌河有二、三千米宽的大沙滩并被布雷，成为火炮和运输炮弹的车辆难以通过的水障。东野炮兵副司令员匡裕民派遣炮兵纵队工兵营第一、第三连开辟南北两岸的急造军路，9月30日参战火炮与车辆全部通过就位。10月1日9时30分总攻义县开始炮火准备持续了一个半小时。11时20分步兵突入县城。炮纵工兵营二连在城北的铁路桥下游抢架一座通过人员和担架的便桥，连指导员刘明生被敌机扫射中弹牺牲；该营副营长刘汉章带第3连在西南城墙下的突破口扫除地雷障碍物，发现被埋设了大量M49照明跳雷、M2A反步兵跳雷、M3破片雷；下午14时东北野战军炮兵司令员朱瑞从指挥所出来，与几名机关参谋人员向突破口走去，以亲临突破口现场评估炮击效果、总结用炮兵火力开辟突破口的经验，就在离突破口不远处触雷犧牲:8687，这是东北野战军在战役中损失的官阶最高者。东北野战军第二、第三及炮兵縱隊攻克遼西义县:8687，第三纵队司令员韩先楚统一指挥部队:310:563，全歼守城之国军第九十三軍暂編第二十师及一個騎兵支隊，共一萬餘人，活捉师长王世高:8687。至此，东北野战军经过20天连续作战，歼灭国军20,000余人:274，完成对锦州的包围:310。
9月30日，蒋中正到北平，抽调华北（第62、第92军）、山东（第39军）部队由第17兵团司令侯镜如指挥，由锦西东进解锦州之围，10月2日亲赴沈阳，令以沈阳国军主力由第9兵团司令廖耀湘指挥西进，企图东西对进解锦州之围，并与东北野战军进行决战:311。而东北剿总总司令卫立煌对由沈阳派出主力兵团解锦州之围持有异议:560。10月1日，范漢傑調整錦州守軍部署:8687。

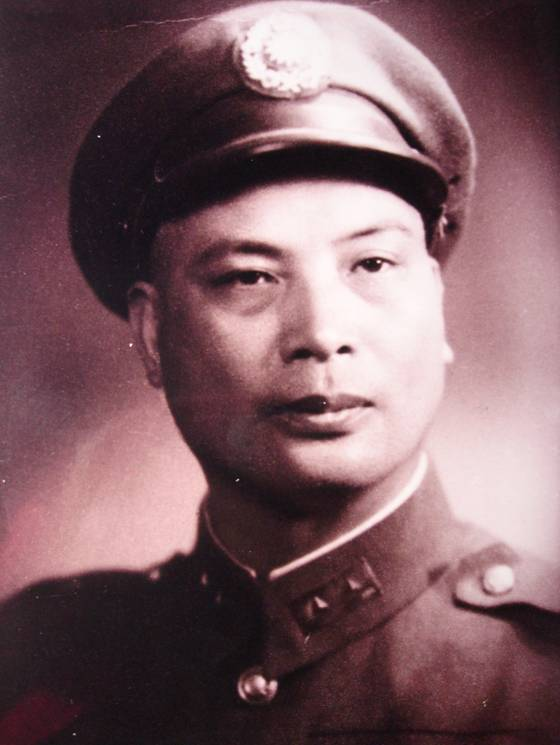
范漢傑將軍

9月30日，东北人民解放军司令部、政治部組成前線指挥所，由林彪、羅榮桓率領，乘火车从双城出发，南下赴遼瀋前线:312。10月1日，東北人民解放軍總部向所屬各兵團、縱隊、獨立師以及各軍區，發出關於奪取錦州，全殲東北國軍之戰鬥動員令。:8687
10月2日，东北野战军司令员林彪在列车上收到国军增援的消息后，一度产生犹豫，提出回师进攻长春，受到毛泽东批评。林彪在罗荣桓劝说下:276，很快又打消回师的想法，调整部署，以第2、3、7、8、9纵队以及6纵第17师（该师擅长攻坚战）附炮兵纵队攻打锦州，以第2兵团指挥第4、11纵队以及两个独立师防守塔山，第1纵队置于塔山与锦州之间的高桥为预备队，第5、6、10纵队以及一个独立师置于新民附近:281。攻打锦州的同时，以阻击国軍西由锦西以及東由瀋陽来的援军，令攻城軍不會陷入反包圍之險:281。10月7日炮兵纵队进抵锦州城下。
东北野战军以5个纵队16个师、1个炮兵纵队、1个坦克营直逼锦州城下。10月9日开始，东北野战军集结25万人扫清锦州所有外围据点包围锦州城，至13日，全部夺取锦州外围阵地:597:317。东北剿总副总司令兼锦州指挥所主任范汉杰指挥的国军第6兵团陷入包围:63-78。在能俯瞰全城的帽儿山顶构筑了炮兵观察所。

## 最後進攻
锦州城防兵力部署上以五个师分别担负四个方向上的外围防御，第88师为预备队。作为防御重点的城北滇军，卢浚泉兵团部掌握的预备队只有第184师的两个团。空运到达的第四十九军2个团被紧急部署在东南方向的高地。
攻城部队为第二纵队、第三纵队、第七纵队、第八纵队、第九纵队、第六纵队17师、炮兵纵队大部，共计25万大军和598门大口径重炮。
1948年10月14日10时，解放軍集中了900門火炮參加對錦州城防进行了25分钟破坏射击。射击延伸后，步兵立即开始进行爆破。尔后又进行了15分钟炮兵破坏射击。最后以5分钟急袭射击，打开了几处突破口。11时步兵发起了总攻。12时，突击部队从各处突破口突入城内，守軍的防線被突破。14时火炮进入城内伴随射击。战至10月15日中午，锦州新城区失陷，下午18时老城区战斗结束。此战东北野战军伤亡24,548人；歼灭守军国军第6兵团及所属第九十三军、新编第八军共10万餘人，其中死伤1.9万人、活捉东北剿匪总司令部副总司令范汉杰已下约8万人，封闭國軍从陆上撤回关内的唯一通道:319。
战后，攻城的几个主力纵队紧急撤出前往参加辽西决战。炮兵纵队的几个直属队留在城内看守仓库、俘虏、排雷等。

## 战斗序列

### 攻方：中国人民解放军
東北野戰軍:813-819
- 司令員：林彪、政委：羅榮桓
- 参谋长：刘亚楼、政治部主任：谭政
- 副参谋长：曹祥仁

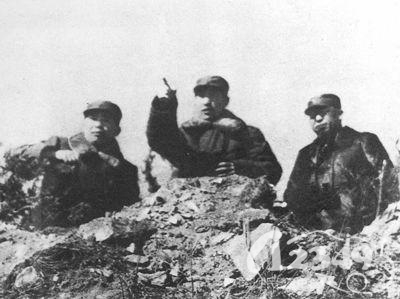
辽沈战役中，林彪、罗荣桓、刘亚楼在指挥作战

- 第2縱隊：司令员劉震、政委吴法宪、副司令员兼参谋长吴信泉、政治部主任李雪三、副参谋长王良太、政治部副主任贺大增
  - 第4师：师长胡继成、政委李世安
  - 第5师：师长钟伟、政委石瑛
  - 第6师：师长张竭诚、政委李少元
- 第3縱隊：司令员韓先楚、政委罗舜初、副司令员沙克、副政委刘西元、政治部主任卓雄、副参谋长何振亚
  - 第7师：师长邓岳、政委李伯秋
  - 第8师：师长宁贤文、政委刘光涛
  - 第9师：师长郑大林、政委李改
- 第7縱隊：司令员鄧華、政委吴富善、副司令员曾克林、副政委兼主任谭甫仁、参谋长高体乾
  - 第19师：师长徐绍华、政委邓东哲
  - 第20师：师长刘述刚、政委刘永源
  - 第21师：师长李化民、政委朱民亲
- 第8縱隊：司令员段苏权、政委邱会作、副司令员张天云、黄鹄显（兼参谋长）、政治部主任段德彰（未到任）、副主任林忠照
  - 第22师：师长吴烈、政委鲍启祥
  - 第23师：师长钟明彪、政委谢家祥
  - 第24师：师长丁盛、政委韦祖珍
- 第9縱隊：司令员詹才芳、政委兼主任李中权、参谋长袁渊、政治部副主任雷永通
  - 第25师：师长曾雍雅、政委徐光华
  - 第26师：师长肖全夫、政委李振声
  - 第27师：师长任昌辉、政委王文
- 炮兵纵队：司令员苏进、政委邱创成、副司令员匡裕民、副政委刘登瀛、政治部主任吴涛、副参谋长张志毅

### 守方：中华民国国军
东北剿匪总司令部副總司令兼錦州指揮所主任范汉杰（駐錦州）
- 第六兵團：司令盧浚泉（駐錦州）
  - 第93軍：軍長盛家興（駐錦州）
    - 暫編第18師：師長景陽（駐錦州）
    - 暫編第20師：師長王世高（駐義縣）
    - 暫編第22師：師長李長雄（駐錦州）

  - 第184師：師長楊朝綸（駐錦州，原属第六十军）补足兵员装备。
  - 第四十九军第79師(欠1个团)：師長陈衡（駐錦州，由沈阳空运锦州小岭子机场）
  - 新編第5軍：軍長劉雲瀚（駐山海關）
    - 第26師：師長张越群（駐山海關）原属第四十九军。
    - 暫編第50師：師長羅先之（駐北戴河、蔡各莊、太和寨）后改为第284师
    - 暫編第60師：師長陳膺華（駐前所、綏中）。辽阳保安总队改编，约五千多人。后改为第293师

  - 新編第8軍：軍長沈向奎（駐錦州）
    - 第88師：師長黃文徽（駐錦州）原属第七十一军。在锦州进行第三次重建
    - 暫編第54師：師長黃建鏞（駐錦州）原属第五十二军。
    - 暫編第55師：師長安守仁（駐錦州）由铁路护路部队改编，约一千余人。

  - 第54軍：軍長阙汉骞（駐錦西
    - 第8師：師長周文韜（駐錦西）美械准备，战斗力较强
    - 第198師：師長張純（駐錦西）美械准备，战斗力较强
    - 暫編第57師：師長朱茂榛（駐錦西）锦州铁路局交警总队改编，约三千余人。

  - 新六军暫編第62師：師長刘梓皋（駐錦西）。该师是1947年11月以东保特务团（原200师598团）、东北交警第13、第14总队编为第169师辖两旅四团变三团制时多出来的1个团、新六军军直工兵营搜索营辎重营抽调官兵加上补充兵组建的一个团组成。因而暂编62师是标准的中央军嫡系。1947年11月10日新六军暂编62师进占法库县城。东北冬季攻势中，暂编第62师于1948年2月17日突围，在昌图县红石槽村被追歼，毙伤1,200人，俘6,000人。后暂62师的残余兵员补入新六军其余部队，暂62师的干部架子到锦西补入新兵整训。暂归第五十四军指挥。后改番号为第296师。1948年11月第296师改隶第52军，从葫芦岛海运上海。1949年2月24日由无锡移驻苏州，师部驻虎丘，师长刘梓皋。4月23日离苏。5月27日296师调金门撤销。
  - 保安第10團
  - 蒙旗指揮部：司令烏古廷（駐錦州）
  - 交通警察第2總隊：總隊長余越（駐錦州至山海關鐵路沿線）